# Liste des sénateurs d'Ille-et-Vilaine
Pour un article plus général, voir Sénateur français.

Sièges des membres des chambres hautes du Parlement français élus en Ille-et-Vilaine
Sénat (Troisième République) : trois sièges de sénateurs de 1876 à 1897, quatre de 1897 à 1920 et cinq de 1920 à 1940.
Conseil de la République (Quatrième République) : trois sièges de conseillers de la République puis de sénateurs de 1946 à 1958.
Sénat (Cinquième République) : trois sièges de sénateurs de 1958 à 1980, quatre depuis 1980.

Cet article liste les sénateurs élus dans le département français d'Ille-et-Vilaine.

## Conseil des Anciens(27/10/1795-26/12/1799)
- Jean-Denis Lanjuinais (1753-1827)
- Claude-Louis Petiet (1749-1806)

## IIIeRépublique
- Liste des sénateurs d'Ille-et-Vilaine (1876-1879)
  - Louis Grivart
  - Charles Loysel
  - Henri de Kergariou (1876-1878)

- Liste des sénateurs d'Ille-et-Vilaine (1879-1888) 
  - Pierre Jouin (1879-1885†) remplacé par Auguste Véron (1885-1888)
  - Théophile Roger-Marvaise
  - Edgard Le Bastard

- Liste des sénateurs d'Ille-et-Vilaine (1888-1897) 
  - Auguste Véron
  - Alphonse de Callac (1888-1893†) remplacé par Louis Grivart (1893-1897)
  - Pierre-Marie Frain de La Villegontier

- Liste des sénateurs d'Ille-et-Vilaine (1897-1906) 
  - Henri Guérin (1897-1904) remplacé par Eugène Brager de La Ville-Moysan (1904-1906)
  - Louis Grivart (1897-1901) remplacé par Eugène Pinault (1901-1906)
  - Georges Garreau (1897-1906)
  - Adolphe de Saint-Germain (1901-1907) : nouveau siège pour l'Ille-et-Vilaine

- Liste des sénateurs d'Ille-et-Vilaine (1906-1920) 
  - Eugène Pinault (1906-1913) remplacé par René Le Hérissé (1913-1920)
  - Eugène Brager de La Ville-Moysan
  - Ferdinand Baston de La Riboisière
  - Adolphe de Saint-Germain (1906-1907) remplacé par Léon Jenouvrier (1907-1920)

- Liste des sénateurs d'Ille-et-Vilaine (1920-1924) 
  - André Porteu de la Morandière
  - Léon Jenouvrier
  - Paul Garnier
  - Eugène Brager de La Ville-Moysan
  - Louis Lemarié

- Liste des sénateurs d'Ille-et-Vilaine (1924-1933) 
  - Léon Jenouvrier (1924-1932)
  - Eugène Brager de La Ville-Moysan
  - Paul Garnier
  - André Porteu de la Morandière (1924-†1932), remplacé par Alphonse Gasnier-Duparc (1932-1933)
  - Louis Lemarié (1924-1932), remplacé par Charles Stourm (1932-1933)

- Liste des sénateurs d'Ille-et-Vilaine (1933-1940) 
  - Alphonse Gasnier-Duparc
  - Robert Bellanger
  - Alexandre Lefas
  - Jean Lemaistre
  - Charles Stourm

## IVeRépublique
- Liste des sénateurs d'Ille-et-Vilaine (1946-1948)
  - Hippolyte Réhault (MRP)
  - Victor Janton (MRP)
  - Eugène Quessot (SOC)

- Liste des sénateurs d'Ille-et-Vilaine (1948-1955)
  - Yves Estève (UNR)
  - Paul Robert (Républicains indépendants)
  - Marcel Rupied (RPF)

- Liste des sénateurs d'Ille-et-Vilaine (1955-1959)
  - Yves Estève (UNR)
  - Paul Robert (Républicains indépendants)
  - Marcel Rupied (RPF)

## VeRépublique

### Liste des sénateurs d'Ille-et-Vilaine (1959-1962)[1]
- Roger du Halgouët (UNR)
- Jean Noury (UCDP)
- Yves Estève (UNR)

### Liste des sénateurs d'Ille-et-Vilaine (1962-1971)
- Roger du Halgouët (UNR)
- Jean Noury (UCDP)
- Yves Estève (UNR)

### Liste des sénateurs d'Ille-et-Vilaine (1971-1980)
- Louis de La Forest (RI)
- Henri Fréville (UCDP)
- Yves Estève (RPR)

### Liste des sénateurs d'Ille-et-Vilaine (1980-1989)
- Louis de La Forest (PR)
- Jean Madelain (UC)
- Marcel Daunay (UC)
- Yvon Bourges (RPR)

### Liste des sénateurs d'Ille-et-Vilaine (1989-1998)
- Jean Madelain (UC)
- André Egu (UC)
- Marcel Daunay (UC)
- Yvon Bourges (RPR)

### Liste des sénateurs d'Ille-et-Vilaine (1998-2008)
- Michel Esneu (UMP)
- Yves Fréville (rattaché UMP)
- Philippe Nogrix (UC)
- Patrick Lassourd (UMP)  (1998-2003)
- Yannick Texier (UMP) (2003-2008)

### Liste des sénateurs d'Ille-et-Vilaine (2008-2014)
- Dominique de Legge (UMP)
- Edmond Hervé (SOC)
- Virginie Klès (SOC)
- Jacky Le Menn (SOC)

### Liste des sénateurs d'Ille-et-Vilaine (2014-2020)

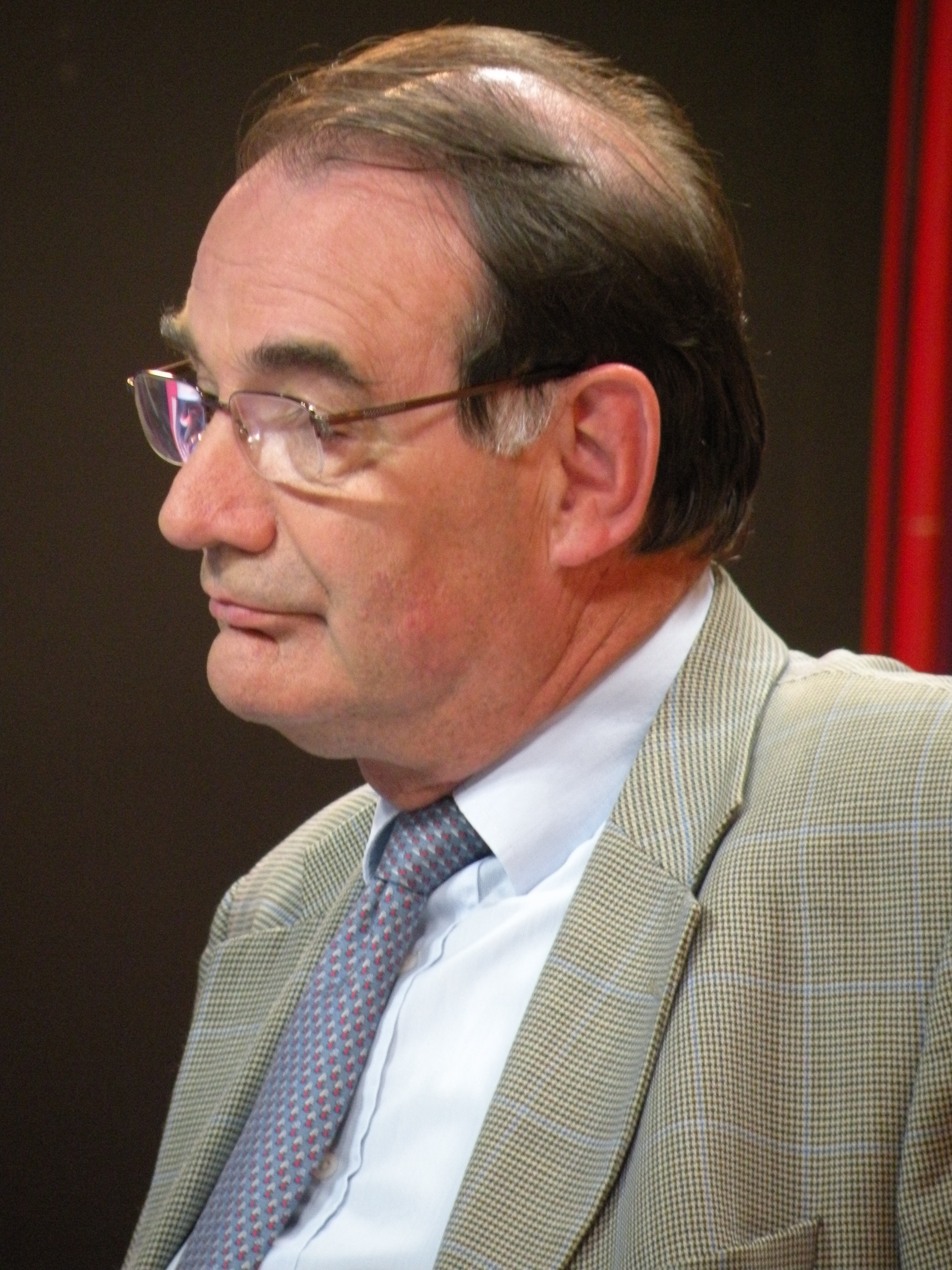
Dominique de Legge
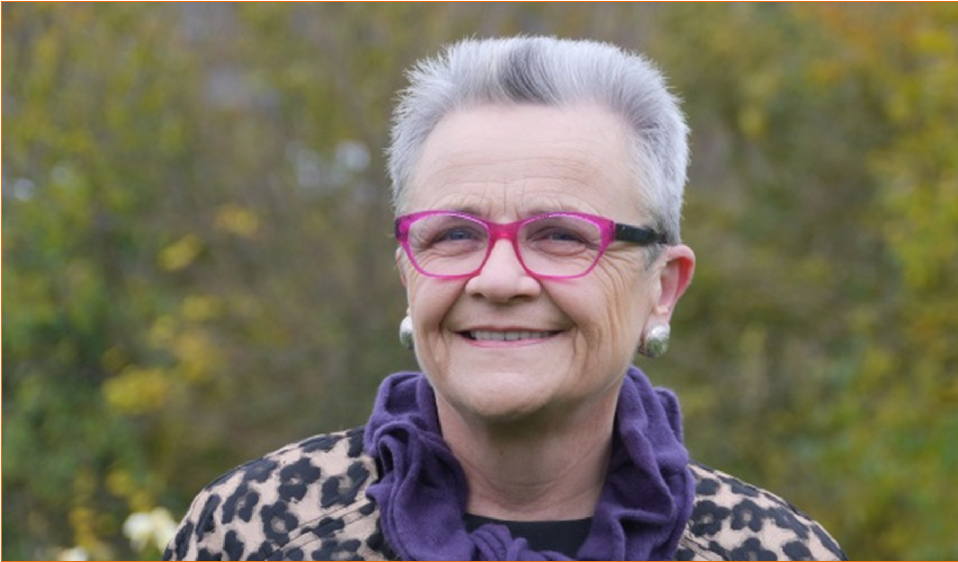
Françoise Gatel
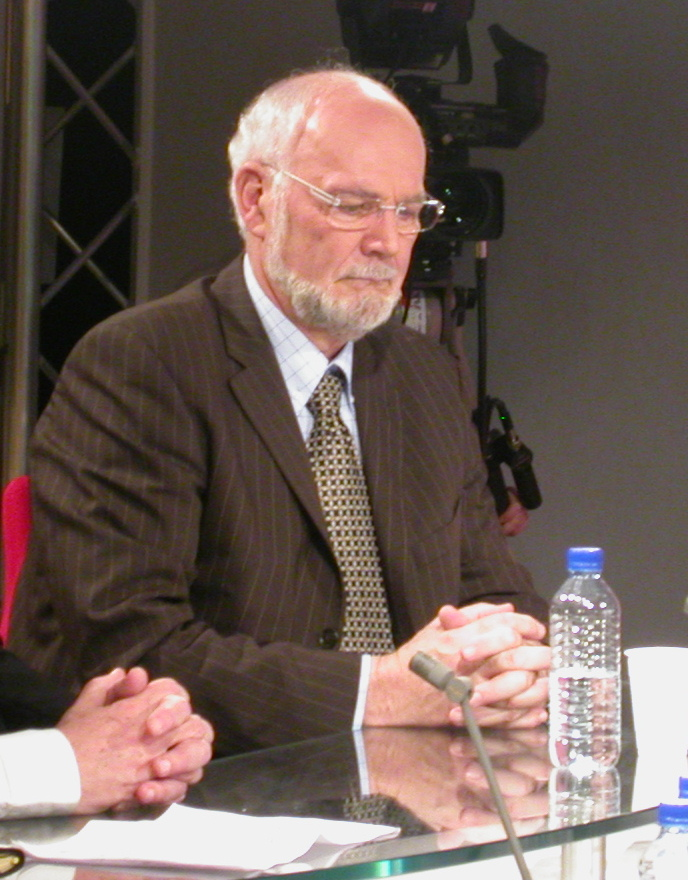
Jean-Louis Tourenne
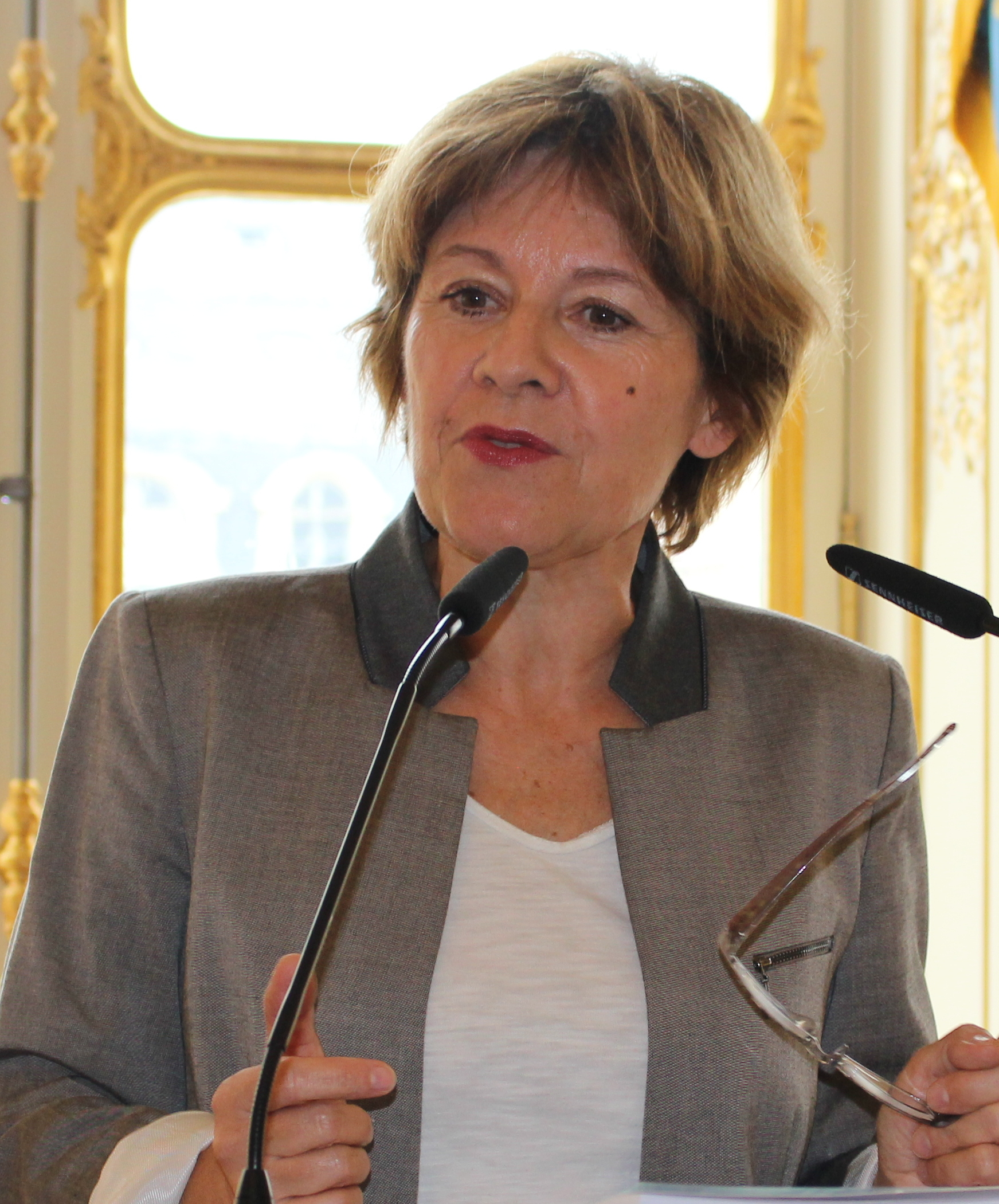
Sylvie Robert

- Dominique de Legge (UMP)
- Françoise Gatel (UDI)
- Jean-Louis Tourenne (SOC)
- Sylvie Robert (SOC)

### Liste des sénateurs d'Ille-et-Vilaine (depuis 2020)

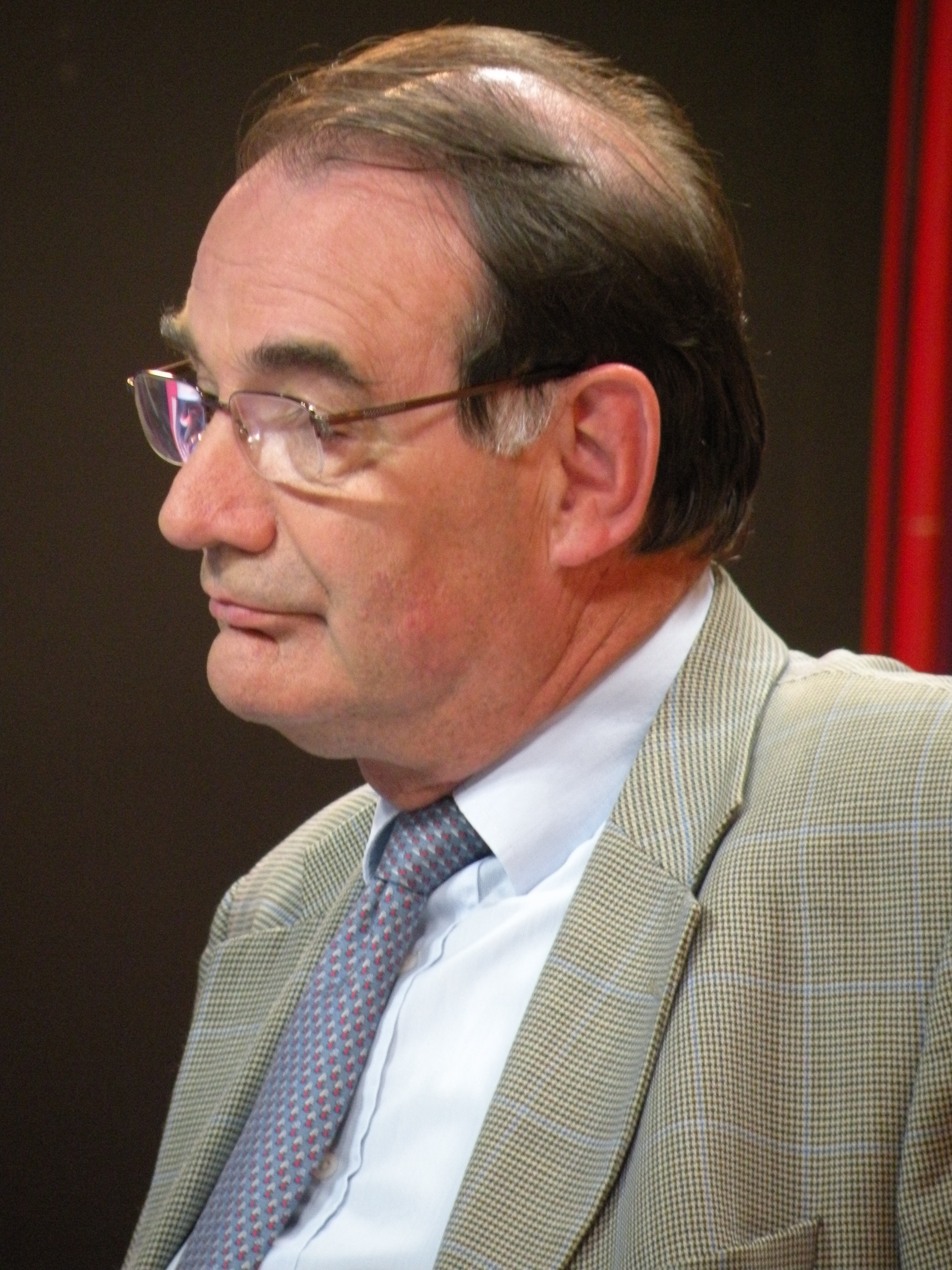
Dominique de Legge
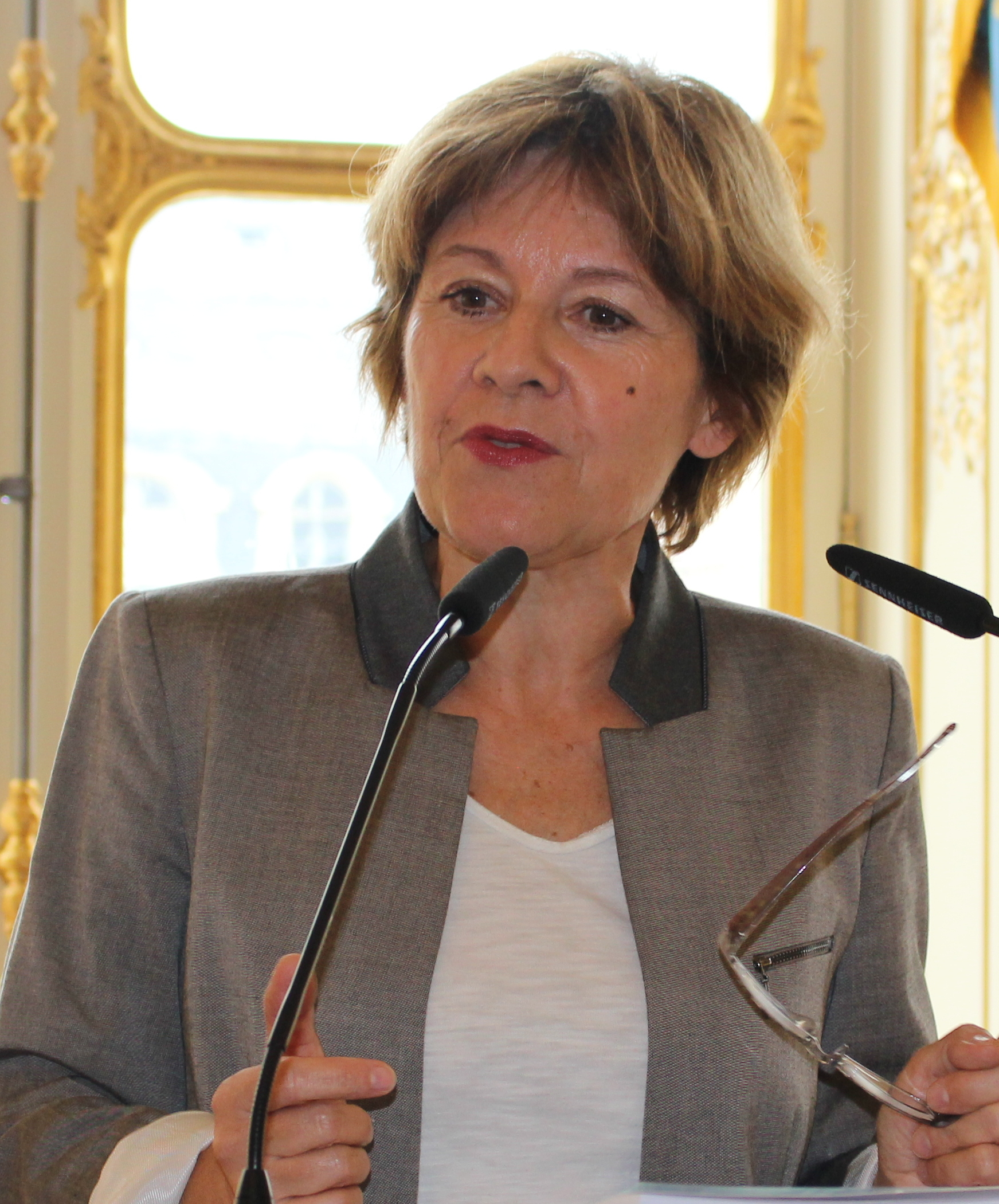
Sylvie Robert
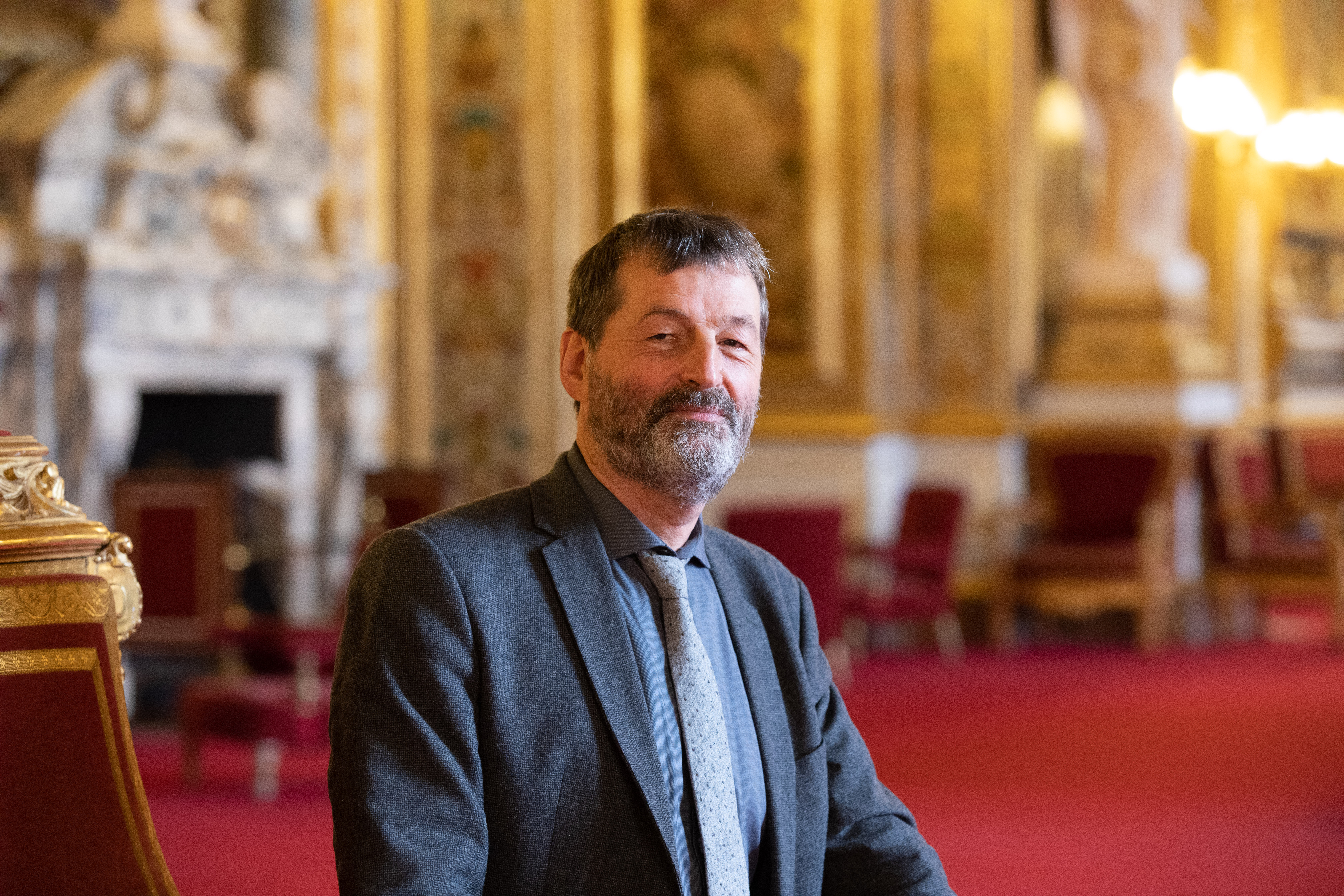
Daniel Salmon
- Anne-Sophie Patru

- Anne-Sophie Patru (UDI)
- Dominique de Legge (UMP → LR)
- Sylvie Robert (SOC)
- Daniel Salmon (EELV)